# Prisma de acreción
Un prisma de acreción, complejo de subducción o cuña de acreción es una gran acumulación de sedimentos deformados que se acumulan en forma de cuña en una zona de subducción en un borde convergente de placas tectónicas. En esta zona los sedimentos son arrancados de la corteza oceánica en subducción y acrecionados al bloque de corteza continental o mixta. Los sedimentos apilados se acomodan en cabalgamientos que frecuentemente abarcan láminas y fragmentos de corteza oceánica. En el límite exterior (hacia la placa subducida) de una cuña de acreción se encuentra una fosa oceánica. Los cabalgamientos más antiguos suelen, en prismas de acreción maduros, formar una cresta llamada umbral externo o rotura de pendiente de fosa que puede emerger del nivel del mar dando origen a una seguidilla de islas paralelas a la costa. Partes de un prisma de acreción pueden estar formadas por mélanges.
Los prismas de accreción tienen plegamientos tumbados en la zona de alta deformación en su parte más próxima a la fosa.

## Fluidos
Al deformarse los sedimentos que se van accrecionando a la cuña las presiones de los fluidos en los sedimentos sube y son finalmente expulsados. Estos fluidos precipitan o disuelven minerales y causan anomalías tanto de temperatura como químicas. Estos fluidos provienen de la reducción de porosidad de los sedimentos y también, en menor medida de la deshidratación de minerales y materia orgánica. Los fluidos acuosos expulsados tienen menor salinidad que el agua de mar.